# Cirolanidae
Famille

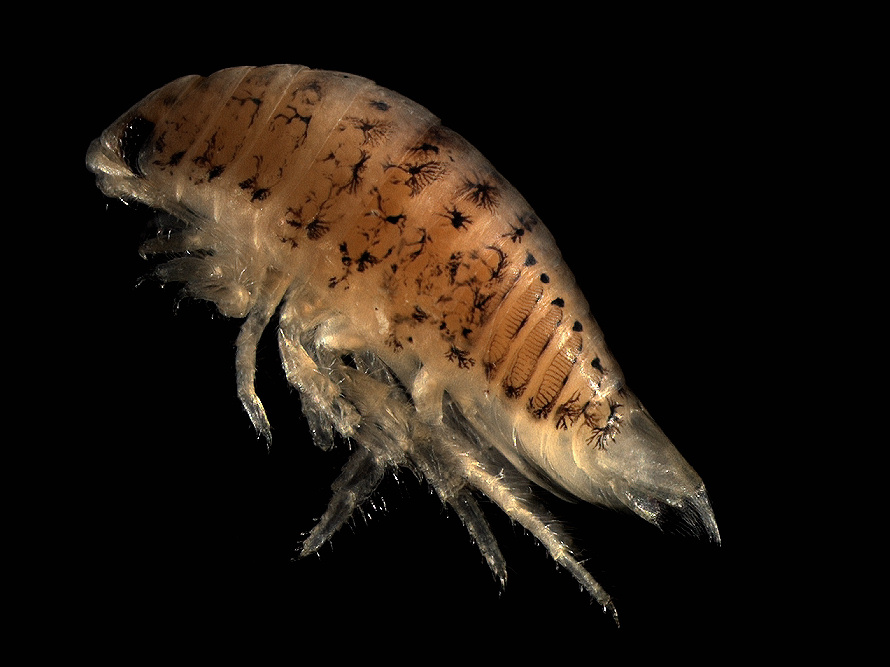
Eurydice pulchra

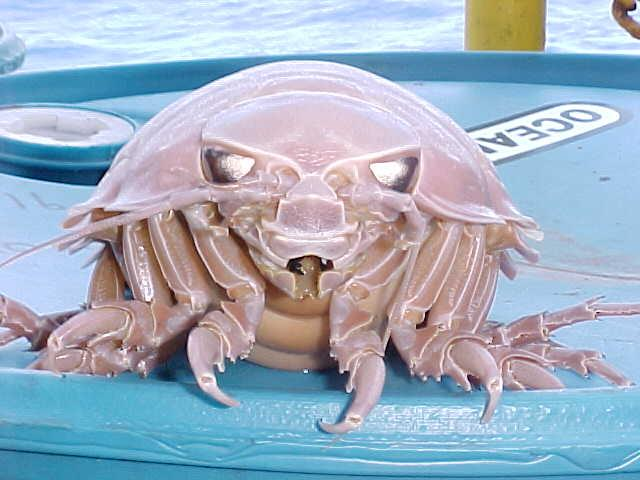
Bathynomus giganteus

Les Cirolanidae sont une famille de crustacés isopodes marins.

## Liste des genres
Selon World Register of Marine Species (1er juillet 2014) :
- genre Aatolana Bruce, 1993
- genre Annina Budde-Lund, 1908
- genre Antrolana Bowman, 1964
- genre Aphantolana Moore & Brusca, 2003
- genre Arubolana Botosaneanu & Stock, 1979
- genre Atarbolana Bruce & Javed, 1987
- genre Bahalana Carpenter, 1981
- genre Baharilana Bruce & Svavarsson, 2003
- genre Bathylana Kensley, 1989
- genre Bathynomus A. Milne Edwards, 1879
- genre Booralana Bruce, 1986
- genre Brunnaega Polz, 2005 †
- genre Calyptolana Bruce, 1985
- genre Cartetolana Bruce, 1981
- genre Ceratolana Bowman, 1977
- genre Cirolana Leach, 1818
- genre Cirolanides Benedict, 1896
- genre Colopisthus Richardson, 1902
- genre Conilera Leach, 1818
- genre Conilorpheus Stebbing, 1905
- genre Creaseriella Rioja, 1953
- genre Dodecalana Carpenter, 1994
- genre Dolicholana Bruce, 1986
- genre Eurydice Leach, 1815
- genre Eurylana Jansen, 1981
- genre Excirolana Richardson, 1912
- genre Exumalana Botosaneanu & Iliffe, 2003
- genre Faucheria Dollfus & Viré, 1905
- genre Gnatholana Barnard, 1920
- genre Hansenolana Stebbing, 1900
- genre Haptolana Bowman, 1966
- genre Kagalana Bruce, 2008
- genre Kensleylana Bruce & Herrando-Perez, 2005
- genre Limicolana Bruce, 1986
- genre Marocolana Boulanouar, Boutin & Coineau, 1993
- genre Metacirolana Kussakin, 1979
- genre Mexilana Bowman, 1975
- genre Natatolana Bruce, 1981
- genre Neocirolana Hale, 1925
- genre Odysseylana Malyutina, 1995
- genre Oncilorpheus Paul & Menzies, 1971
- genre Orphelana Bruce, 1981
- genre Palaega Woodward, 1870 †
- genre Parabathynomus Barnard, 1924
- genre Parilcirolana Yu & Li, 2001
- genre Plakolana Bruce, 1993
- genre Politolana Bruce, 1981
- genre Pontogelos Stebbing, 1910
- genre Pseudaega G. Thomson, 1883
- genre Pseudolana Bruce, 1979
- genre Saharolana Monod, 1930
- genre Scutulana Bruce, 1996
- genre Seychellana Kensley & Schotte, 1994
- genre Sintorolana Bruce, 1996
- genre Skotobaena Ferrara & Monod, 1972
- genre Speocirolana Bolivar y Pieltain, 1950
- genre Sphaerolana Cole & Minckley, 1970
- genre Sphaeromides Dollfus, 1897
- genre Turcolana Argano & Pesce, 1980
- genre Typhlocirolana Racovitza, 1905
- genre Xylolana Kensley, 1987
- genre Yucatalana Botosaneanu & Iliffe, 1999
- genre Zulialana Botosaneanu & Viloria, 1993

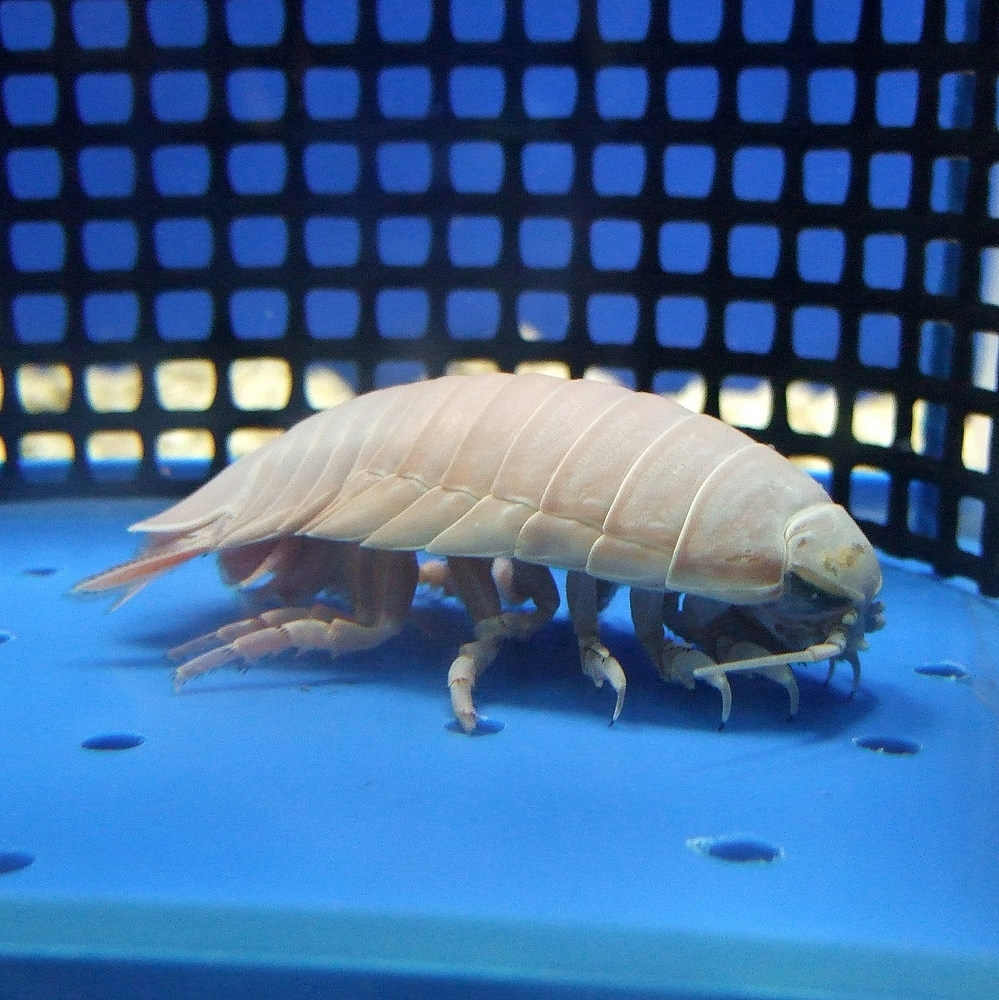
Bathynomus doederleinii
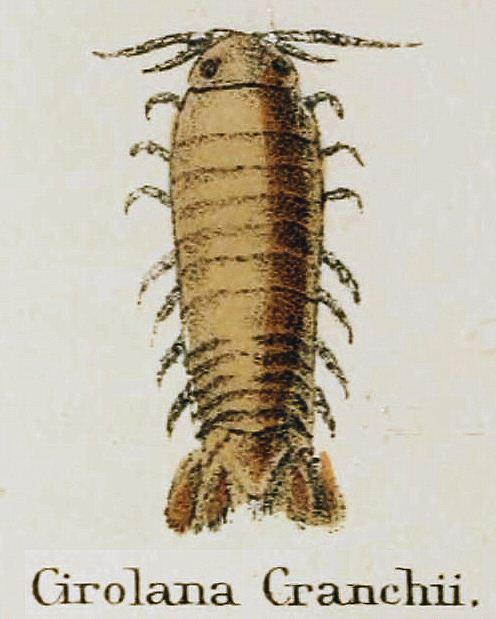
Cirolana cranchii
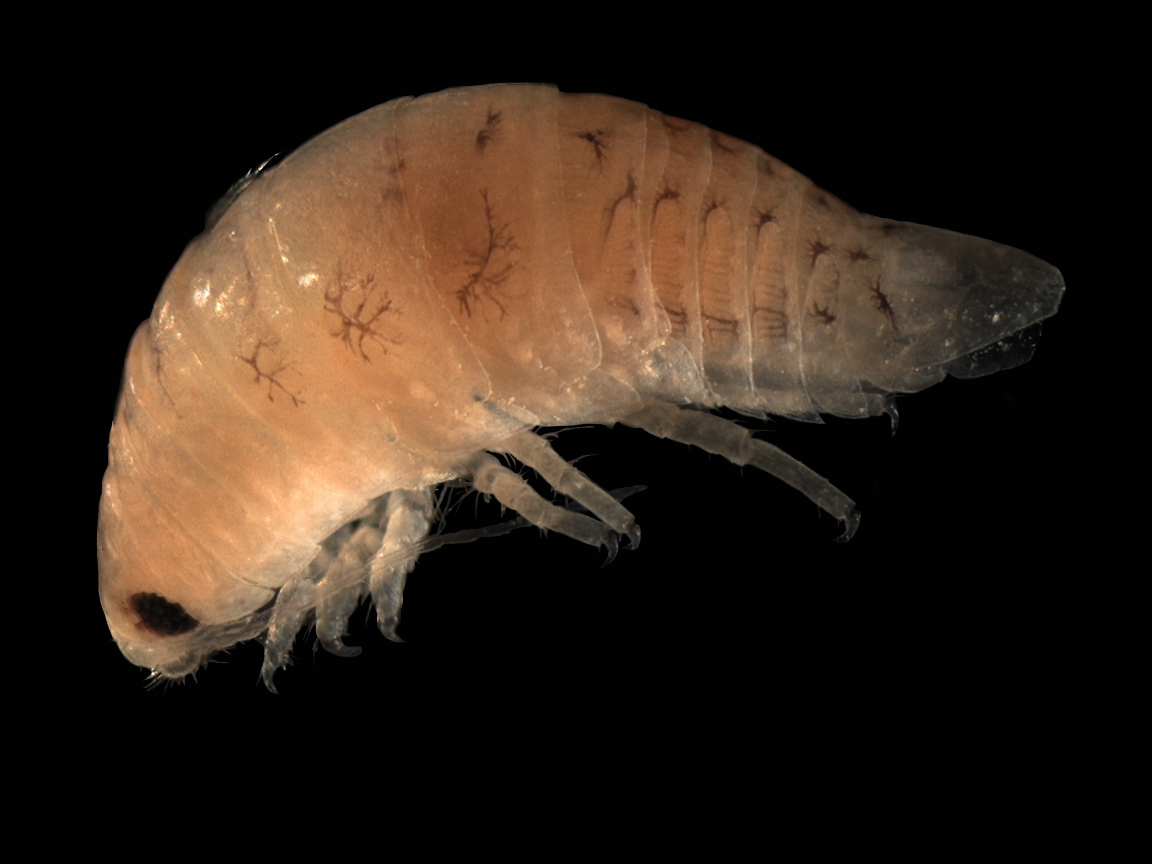
Eurydice affinis